# Vlastiboř (district de Tábor)
Pour les articles homonymes, voir Vlastiboř.
Vlastiboř (en allemand : Wlastiborsch) est une commune du district de Tábor, dans la région de Bohême-du-Sud, en République tchèque. Sa population s'élevait à 324 habitants en 2020.

## Géographie
Vlastiboř se trouve à 6 km à l'ouest de Soběslav, à 18 km au sud-sud-ouest de Tábor, à 34 km au nord-est de České Budějovice et à 93 km au sud-sud-est de Prague.
La commune est limitée par Hlavatce au nord, par Soběslav et Vesce à l'est, par Borkovice au sud et par Komárov et Sudoměřice u Bechyně à l'ouest.

## Histoire
La première mention écrite du village date de 1354.